# Tul Hostilije
Tul Hostilije (latinski: Tullus Hostilius) (673. pr. Kr. - 642. pr. Kr.) je treći legendarni rimski kralj, koji je naslijedio na prijestolju Numu Pompilija, dok je njega nasljedio Anko Marcije. Za razliku od svojih prethodnika on je bio poznat kao kralj ratnik.
Bio je unuk rimskog plemića Hostusa Hostilije koji se borio s Romulom te poginuo tijekom napada Sabinjana na grad Rim.Prema pričama i legendama, Tul Hostilije je (kao i Romul) ratovao protiv rimskih susjeda, udvostručio broj stanovnika Rima i organizirao vojsku. Vodio je uspješni rat protiv plemena Alba, Fidena i Veja i prvi je proširio rimski teritorij iza zidina grada Rima. Bio je predstavnik naroda Lucera koji su zajedno s Ticijima i Ramnima činili rimsko stanovništvo (populus Romanus). Tul je porazio Albe te ih učinio vazalima. U međuvremenu su oni izdali savezništvo s Rimljanima pa je Tul naredio da se Alba Longa sruši i zapali. To je učinjeno, a građani Albe Longe su se morali preseliti u Rim. Kasnije su se asimilirali u građanstvo Rima.
Prema povjesničaru Liviju, Tul je bio toliko zaokupljen vođenjem ratova da je potpuno zanemario božju službu, ali se vjeruje da je vjerovao u boga Jupitera, kome se i molio za snagu i pomoć. 
Prema tradiciji, u Tulovo vrijeme u Rimu je izgrađena prva senatska odaja, Curia Hostilia. Također, osnovao je i područje ispred Senata pod nazivom Komituim. Tamo su se skupljali građani za vrijeme glasanja. Ovo je povijesno moguće, jer je prvo opločenje Komitiuma datirano iz kasnog 7. stoljeća pr. Kr. i arhitektonski ukrasi na podu impliciraju da je tamo postojala velika građevina.
Bio je inspiracija za mnoge rimske umjetnike i pisce, kao Vergilije i Dioniz iz Halikarnasa. Spominje se i u Eneidi.